# جورج غراهام رايس
جورج غراهام رايس (بالإنجليزية: George Graham Rice)‏ هو شخصية أعمال أمريكي، ولد في 18 يونيو 1870، وتوفي في 24 أكتوبر 1943.